# Jonathan Forte
Jonathan Ronald James Forte (Inglaterra, 25 de julio de 1986) es un exfutbolista inglés que jugaba como delantero. Fue profesional entre 2003 y 2019, retirándose debido a una lesión en la rodilla.
Ha sido internacional con la selección de fútbol de Barbados, posee esta nacionalidad por parte de su padre.

## Clubes
| Club                            | País       | Año         | PJ | Goles |
| ------------------------------- | ---------- | ----------- | -- | ----- |
| Sheffield United F.C.           | Inglaterra | 2003 - 2007 | 30 | 1     |
| Doncaster Rovers F.C. (cesión)  | Inglaterra | 2005        | 13 | 4     |
| Rotherham United F.C. (cesión)  | Inglaterra | 2006 - 2007 | 11 | 4     |
| Doncaster Rovers F.C. (cesión)  | Inglaterra | 2006 - 2007 | 41 | 5     |
| Scunthorpe United F.C.          | Inglaterra | 2007 - 2011 | 98 | 9     |
| Notts County F.C. (cesión)      | Inglaterra | 2008 - 2009 | 18 | 8     |
| Southampton F.C.                | Inglaterra | 2011 - 2014 | 11 | 2     |
| Preston North End F.C. (cesión) | Inglaterra | 2011        | 3  | 0     |
| Notts County F.C. (cesión)      | Inglaterra | 2012        | 10 | 5     |
| Crawley Town F.C. (cesión)      | Inglaterra | 2012        | 12 | 3     |
| Sheffield United F.C. (cesión)  | Inglaterra | 2013        | 12 | 1     |
| Oldham Athletic A.F.C.          | Inglaterra | 2014 - 2016 | 60 | 18    |
| Notts County F.C.               | Inglaterra | 2016 - 2018 | 65 | 15    |
| Exeter City F.C.                | Inglaterra | 2018 - 2019 | 8  | 3     |

## Selección nacional
Representó a la selección de fútbol de Barbados 2 veces.